# Dhaka Wanderers Club
Der Dhaka Wanderers Club (bengalisch ঢাকা ওয়ান্ডারার্স ক্লাব) ist ein professioneller Fußballverein aus Dhaka in Bangladesch. Aktuell, Stand Oktober 2024, spielt der Verein in der ersten Liga des Landes, der Bangladesh Premier League.

## Erfolge
- Bangladesh Championship League: 2023/24 (2. Platz)  ▲
- Dhaka Senior Division Football League: 1950, 1951, 1953, 1954, 1955, 1956, 1960
- Dhaka First Division Football League: 2002
- Ronald Shield: 1949
- Independence Day Cup: 1957, 1966
- Pakistan Day Football Tournament: 1955
- Federation Cup: 1987 (Finalist)

## Stadion
Der Verein trägt seine Heimspiele im Kamalapur Stadium in Dhaka aus. Das Stadion hat ein Fassungsvermögen von 25.000 Personen.

## Trainer
Stand: Oktober 2024
| Trainer            | von           | bis   |
| ------------------ | ------------- | ----- |
| Saifur Rahman Moni | 25. Juni 2024 | heute |

## Saisonplatzierung
| Saison  | Liga                           | Level | Platz            |
| ------- | ------------------------------ | ----- | ---------------- |
| 2019/20 | Bangladesh Championship League | 2     | Keine Austragung |
| 2020/21 | Bangladesh Championship League | 2     | 6.               |
| 2021/22 | Bangladesh Championship League | 2     | 9.               |
| 2022/23 | Bangladesh Championship League | 2     | 7.               |
| 2023/24 | Bangladesh Championship League | 2     | 2. ▲             |
| 2024/25 | Bangladesh Premier League      | 1     | 9.               |